# Благодатне (Ольгинська селищна громада)
Благода́тне — селище Ольгинської селищної громади Волноваського району Донецької області України.

## Географія
Благодатне розташоване за 6 км від залізничної станції Велико-Анадоль та за 18 км від райцентру м. Волноваха. Поблизу Благодатного розташований Великоанадольський ліс.
Селищній раді підпорядковане також смт Графське.

## Клімат
У селищі вологий континентальний клімат, з м'якою зимою та теплим літом. Середньорічна температура становить +9,1 °C.
Найпрохолодніший місяць січень, зі середньою температурою -5 °С, найтепліший місць липень, з середньою температурою +22.4 °C.
Опадів більше випадає у червні, у середньому 60 мм, найменше у жовтні — 30 мм опадів. У рік випадає близько 519 мм опадів.
| Кліматограма Благодатного                                                                      | Кліматограма Благодатного | Кліматограма Благодатного | Кліматограма Благодатного | Кліматограма Благодатного | Кліматограма Благодатного | Кліматограма Благодатного | Кліматограма Благодатного | Кліматограма Благодатного | Кліматограма Благодатного | Кліматограма Благодатного | Кліматограма Благодатного |
| ---------------------------------------------------------------------------------------------- | ------------------------- | ------------------------- | ------------------------- | ------------------------- | ------------------------- | ------------------------- | ------------------------- | ------------------------- | ------------------------- | ------------------------- | ------------------------- |
| С                                                                                              | Л                         | Б                         | К                         | Т                         | Ч                         | Л                         | С                         | В                         | Ж                         | Л                         | Г                         |
| 45 −2 −8                                                                                       | 36 −1 −7                  | 32 4 −3                   | 39 15 5                   | 45 22 12                  | 60 26 15                  | 54 28 17                  | 42 27 17                  | 38 21 11                  | 30 13 5                   | 43 6 0                    | 55 1 −4                   |
| Середня макс. і мін. температури повітря (°C) Атмосферні опади (мм), за рік : 519 мм. Джерело: |                           |                           |                           |                           |                           |                           |                           |                           |                           |                           |                           |

## Історія
Засноване Благодатне у 1840 році. У роки Визвольних змагань поблизу нинішнього селища точилися запеклі бої з врангелівцями, що проривалися в глиб Донбасу. У 1920 році створено КНС.
У часи СРСР у смт була центральна садиба колгоспу «Шлях до комунізму». Господарство має 2075 га орної землі. В артілі розвинуте м'ясо-молочне тваринництво, вирощуються зернові. 1968 року врожай озимої пшениці з га становив 37 цнт; на 100 га сільськогосподарських угідь вироблено 356,8 цнт молока і 61,5 цнт м'яса. На території селища працювала майстерня районного відділення «Сільгосптехніки».
У 1938 році Благодатному присвоєно статус селища міського типу.

### Російсько-українська війна(2014 - 2022)
7 листопада 2014 року українськими прикордонниками відбито напад групи озброєних осіб біля Благодатного — близько опівночі за допомогою тепловізора було виявлено рух 12 озброєних осіб. Було здійснено кілька попереджувальних пострілів, група не зупинилася, відкрито вогонь на ураження; після цього противник відступив.

## Населення
Населення смт Благодатне, станом на 1 січня 2019 року, налічувало — 1,097 осіб.

### Мова
Розподіл населення за рідною мовою за даними перепису 2001 року:
| Мова            | Кількість | Відсоток |
| --------------- | --------- | -------- |
| українська      | 1158      | 88.33%   |
| російська       | 147       | 11.22%   |
| білоруська      | 2         | 0.15%    |
| румунська       | 2         | 0.15%    |
| інші/не вказали | 2         | 0.15%    |
| Усього          | 1311      | 100%     |

За даними перепису 2001 року населення селища становило 1311 осіб, із них 88,33 % зазначили рідною мову українську, 11,21 % — російську, 0,15 % — білоруську та молдовську мови.

## Інфраструктура
У Благодатному працюють:
- школа
- дім культури
- бібліотека
- дитячий садок
- ФАП[6]

## Релігія
У селищі є мурована церква Благовіщення Пресвятої Богородиці, яка була збудована та освячена в 1853 році. За радянських часів церкву Благовіщення Пресвятої Богородиці кілька разів закривали та відкривали знову. У 1935 році були знесені купол та дзвіниця. 1960 року церкву остаточно закрили, а все церковне начиння було вивезено до церков сіл Володимирівка та Нікольське. У будівлі церкви був влаштований клуб. Настінний розпис був заштукатурений та забілений. У 1990 році церкву повернули віруючим УПЦ МП.

## Персоналії
- Бурмак Петро Васильович — радянський державний та військовий діяч, генерал-лейтенант НКВС СРСР (потім МВС СРСР), 6-й командувач внутрішніми військами НКВС СРСР.